# Естрамустин
Естрамустин (англ. Estramustine, лат. Estramustinum) — синтетичний лікарський препарат, який за своєю хімічною структурою є сполукою азотистого іприту та фосфорильованого естрадіолу, та застосовується як перорально, так і внутрішньовенно. Естрамустин синтезований на початку 70-х років, та застосовується у клінічній практиці з 1981 року.

## Фармакологічні властивості
Естрамустин — синтетичний лікарський засіб, який за своєю хімічною структурою є сполукою азотистого іприту та фосфорильованого естрадіолу. Механізм дії препарату полягає у дії його активних метаболітів на пухлинні клітини шляхом алкілювання, внаслідок чого відбуваються розриви та зшивка ДНК клітин пухлини, що призводить до зупинки мітозу та до втрати можливості реплікації ДНК клітинами пухлин. Хоча алкілююча активність естрамустину нижча від активності інших похідних азотистого іприту, проте він має вищу тропність до тканини передміхурової залози. Значна частина протипухлинної активності естрамустина обумовлена його естрогенною активністю, також препарат діє на передню долю гіпофізу, знижуючи продукцію гонадотропних гормонів, наслідком чого є зниження рівня тестостерону в крові. На відміну від інших похідних азотистого іприту, естрамустин рідше спричинює пригнічення функції кісткового мозку, також препарат не спричинює зниження імунітету. Естрамустин застосовується при раку простати як при рефрактерності до інших видів лікування, так і при первинному лікуванні хворих із неблагоприємним прогнозом лікування, може також застосовуватися у комбінації з паклітакселом.

### Фармакокінетика
Естрамустин швидко і добре розподіляється в організмі як після внутрішньовенної ін'єкції, так і після перорального застосування, біодоступність препарату становить 75 % при пероральному прийомі та 100 % при внутрішньовенному застосуванні. Максимальна концентрація естрамустину в крові досягається протягом 2—4 годин. Препарат швидко метаблізується у печінці до своїх актичвних метаболітів, частина з яких (естромустин) мають антимітотичну дію, а частина (естрон і естрадіол) — антигонадотропну дію. Даних за проникнення естрамустину через плацентарний бар'єр та в грудне молоко немає, оскільки застосування препарату в жінок не проводилось. Виведення препарату з організму двофазне, у першій фазі період напіввиведення становить 10—12 годин, у термінальній фазі — до 20 годин. Виводиться естрамустин у вигляді метаболітів із жовчю та калом, із сечею виводиться лише незначна частина препарату. При порушеннях функції печінки час напіввиведення препарату може збільшуватися.

## Покази до застосування
Естрамустин застосовують для лікування раку простати як при рефрактерності до інших видів лікування, так і при первинному лікуванні хворих із неблагоприємним прогнозом лікування.

## Побічна дія
При застосуванні естрамустину побічні ефекти спостерігаються рідше, ніж при застосуванні подібних за хімічною структурою хіміотерапевтичних препаратів, найчастішими побічними ефектами препарату є:
- Алергічні реакції та з боку шкірних покривів — свербіж шкіри, шкірний висип, набряк Квінке.
- З боку травної системи — нудота, блювання, діарея, порушення функції печінки.
- З боку нервової системи та органів чуттів — головний біль, сонливість, сплутаність свідомості, депресія..
- З боку серцево-судинної системи — тромбоемболія, погіршення перебігу ІХС, флебіт, периферичні набряки.
- З боку сечостатевої системи — гінекомастія, зниження лібідо.
- Зміни в лабораторних аналізах — лейкопенія, тромбоцитопенія, підвищення рівня активності амінотрансфераз і лужної фосфатази в крові.
- Інші побічні ефекти — флебіт, припікання та свербіж у місці введення препарату.

## Протипокази
Естрамустин протипоказаний при підвищеній чутливості до компонентів препарату, при виражених порушенні функції печінки та серцево-судинної системи, при гострому тромбофлебіті або схильності до тромбоемболій.

## Форми випуску
Естрамустин випускається у вигляді желатинових капсул по 0,14 г.